# Trận Hán Trung (217–219)
Trận Hán Trung 217-219 là trận chiến tranh giành quyền kiểm soát khu vực Đông Xuyên thời Tam Quốc giữa hai thế lực Ngụy vương Tào Tháo và Lưu Bị, không lâu trước khi hai triều đại Tào Ngụy và Thục Hán chính thức thành lập.

## Hoàn cảnh
Lưu Bị đánh chiếm Tây Xuyên khiến Tào Tháo phải tính đường đối phó. Tào Tháo dự định đánh chiếm Hán Trung (Đông Xuyên) của Trương Lỗ, sau đó xuôi theo sông Hán Thủy xuống phía nam đánh Ích châu để trừ Lưu Bị. Năm 215, trong lúc Lưu Bị đang đối đầu với Tôn Quyền ở Giang Lăng thì Tào Tháo tiến vào Hán Trung, Trương Lỗ đầu hàng.
Nhưng khi phân chia xong địa giới hành chính Hán Trung, Tào Tháo lại muốn lui quân về, Tư Mã Ý khuyên Tào Tháo nên nhân đà thắng lợi đánh ngay vào Tây Xuyên khi Lưu Bị vướng Tôn Quyền và chưa thu được nhân tâm đất Thục nhưng Tào Tháo không nghe theo, chỉ để lại Hạ Hầu Uyên, Trương Cáp và Đỗ Tập trấn thủ Đông Xuyên.

## Diễn biến

### Đụng độ giữa Trương Phi và Trương Cáp
Trong khi Lưu Bị phải tập trung vào việc ổn định tình hình Tây Xuyên mới chiếm được, còn Tào Tháo và Tôn Quyền tập trung vào chiến dịch phía đông với nhau, thì xung đột giữa Tào Tháo và Lưu Bị vẫn nổ ra ở phía tây do các thuộc tướng tiến hành.
Năm 217, Trương Cáp mang quân xuống phía nam tiến vào Ba Tây để bắt dân mang về Hán Trung. Trương Phi mang quân ra kháng cự. Hai bên gặp nhau ở Đãng Cừ, Mông Đầu, cầm cự 50 ngày không phân thắng bại. Trương Phi dùng kế, tự mình mang hơn 1 vạn quân ra đường mòn chặn đánh Trương Cáp.
Trương Cáp nghe tin thám mã báo quân Thục đi theo đường mòn, cho rằng Trương Phi muốn tập kích bất ngờ nhân lúc quân mình thiếu lương, liền dẫn quân theo đường mòn truy kích Trương Phi. Nhưng khi quân Tào đuổi đến ải Ngõa Đẩu thì mất dấu tích quân địch. Biết mình trúng kế, Trương Cáp vội lui quân về, nhưng gặp đường núi khó di chuyển thì bị Trương Phi đổ quân mai phục ra đánh. Quân Tào bị thua to, Trương Cáp phải bỏ lại quân sĩ và ngựa chiến dẫn tàn quân men theo đường nhỏ dốc đứng trốn thoát về Nam Trịnh. Mấy vạn quân Tào bị thiệt hại gần hết.
Tam Quốc diễn nghĩa mô tả trận này như sau: Trương Phi sai người tung tin ông say rượu trong trướng, để hình người nộm để dụ Trương Cáp vào cướp trại rồi đổ phục binh đánh bại Trương Cáp.

### Đụng độ giữa Tào Hồng và Trương Phi
Nghe tin Trương Cáp bại trận, Tào Tháo không trị tội, vẫn phong làm Đãng khấu tướng quân để khuyến khích lập công.
Tháng 11 năm 217, Lưu Bị sai Trương Phi đóng đồn ở Cố Sơn, Ngô Lan cầm quân đóng ở Hạ Bị. Tào Tháo nghe tin bèn sai Tào Hồng và Tào Hưu ra đối địch.
Trương Phi và Ngô Lan bàn nhau phao tin quân Thục muốn vây bọc đánh chặn đường về của quân Tào. Tào Hưu đề nghị Tào Hồng không nên mắc mưu đó, vì nếu quân Thục thực sự có ý định này sẽ không đồn tin ra ngoài, chỉ cần tập trung đánh Ngô Lan trước mặt là đuổi được quân Thục.
Tào Hồng nghe theo Tào Hưu, dồn sức tấn công vào cánh quân của Ngô Lan ở Hạ Bị. Ngô Lan bị Tào Hồng đánh bại, phó tướng Nhâm Quỳ tử trận. Trương Phi muốn mang quân tới chi viện, nhưng quân Tào Hồng đông đảo đóng tại Vũ Đô khiến quân Thục không tiến lên được.
Tháng 3 năm 218, Trương Phi không chịu nổi áp lực của quân Tào Hồng, phải rút lui khỏi Cố Sơn. Ngô Lan bỏ chạy vào chỗ bộ lạc người tộc Chi và bị họ giết chết.

### Lưu Bị ra quân
Lưu Bị không vì mất Ngô Lan và thất bại của Trương Phi mà bỏ việc đánh chiếm Hán Trung . Tháng 4 năm 218, ông giao cho Gia Cát Lượng trấn giữ Thành Đô, tự mình cùng mưu sĩ Pháp Chính khởi 10 vạn quân đi đánh Hán Trung.
Lưu Bị sai Trần Thức đánh chiếm Mã Minh Các, chiếm lấy địa thế cao. Từ Hoảng bèn mang quân ra tập kích Trần Thức. Do thiếu chuẩn bị nên Trần Thức bị đánh bại, phải rút lui. Trương Cáp nhân đó tiến lên đóng đồn ở Quảng Thạch, đối đầu với quân chủ lực của Lưu Bị. Lưu Bị mấy lần phái Hoàng Trung tiến đánh nhưng không thắng được Trương Cáp và bị tổn thất.
Lưu Bị buộc phải sai người về điều động cánh quân của Triệu Vân đang chờ lệnh ở Ích châu đến chi viện. Quân Thục mạnh lên, kéo đến ải Dương Bình. Quân Tào giữ ải yếu nên không giữ nổi. Quân Thục nhanh chóng lấy cửa ải Dương Bình và đóng lại đây.
Tháng 7 năm 218, Tào Tháo đã kết thúc đụng độ phía đông với Tôn Quyền bất phân thắng bại (chia lại địa giới Kinh châu), bèn trở về phía tây. Tào Tháo thấy Lưu Bị khởi đại quân tới quyết chiến. Ông điều Từ Hoảng về trợ chiến cho Trương Liêu để đối phó với Tôn Quyền, điều Hạ Hầu Đôn và Tào Chân đi tây chinh. Tháng 9 năm đó, đại quân Tào Tháo tiến đến Trường An. Ông triệu tập Tào Hồng về Trường An.
Phía Lưu Bị, Gia Cát Lượng cũng từ Thành Đô ra Dương Bình để cùng Pháp Chính bàn đối sách với quân Tào.
Sang đầu năm 219, Lưu Bị thúc quân vượt qua sông Miện Thủy (một nhánh của sông Hán Thủy). Lưu Bị đóng quân hạ trại tại núi Định Quân, Hoàng Trung được lệnh cầm một cánh quân mai phục ở phía sau đỉnh núi này.
Tướng Tào là Hạ Hầu Uyên không biết là mưu kế, mang toàn quân tới đánh doanh trại của Lưu Bị. Trong khi hai bên đang xô xát kịch liệt, đột nhiên Hoàng Trung từ trên cao thúc trống đánh xuống, khí thế rất mạnh vào sườn quân Tào. Quân Tào bị đánh tan nát không còn hàng trận. Hoàng Trung chém được Hạ Hầu Uyên và giết được thứ sử Ích châu của Tào Tháo là Triệu Ngung. Quân Tào tham chiến có 5000 người gần như bị tiêu diệt hoàn toàn.

### Tào Tháo ra quân
Ngụy vương Tào Tháo được tin Hạ Hầu Uyên tử trận, đích thân mang đại quân từ Trường An qua hang Tà Cốc vào Xuyên để quyết chiến. Do quân Thục đã đánh chiếm được kho lương ở Thiên Đãng Sơn, lương thực tại chỗ không đủ cung ứng, Tào Tháo phải dùng nhiều nhân sự vào việc vận chuyển lương từ hậu phương, gặp nhiều khó khăn. Lưu Bị nắm được chỗ yếu của Tào Tháo, bèn phái binh đi cướp lương thảo.
Hoàng Trung cầm quân đi cướp lương, có hẹn với Triệu Vân đi cứu ứng. Quá thời gian định ước với nhau và chưa thấy Hoàng Trung trở về, Triệu Vân bèn mang vài chục kị binh đi thám thính, đúng lúc chạm trán với quân Tào, cứu được Hoàng Trung.Tào Tháo ở Dương Bình biết tin, liền xuất đại quân ra vây hãm. Gặp quân Tào đông đảo nhưng Triệu Vân không sợ hãi, cùng các kị binh phá vỡ vòng vây. Quân Tào khiếp sợ không dám lại gần, Triệu Vân vừa đánh vừa lui. Quân Tào thấy Triệu Vân ít người, ào ào đuổi theo, Triệu Vân cố sức đánh lui nhiều đợt truy kích của quân Tào, ngoảnh lại thấy bộ tướng Trương Trứ còn mắc trong vòng vây, lại đánh vào trong hàng ngũ quân Tào, cứu được Trương Trứ cùng thoát ra, trở về trại.
Trong trại quân Thục, Miêu dương trưởng là Trương Ký thấy quân Tào đánh đến trại, đề nghị đóng chặt cổng lại để thế thủ, nhưng Triệu Vân không nghe theo, đề nghị mở toang cổng trại, lệnh cho quân sĩ im hơi lặng tiếng. Tào Tháo đuổi đến nơi, thấy trại quân Thục không cờ không trống, nghi là có phục binh nên rục rịch rút về. Quân Tào vừa quay lưng, Triệu Vân lập tức truyền lệnh, quân Thục nhất loạt bắn tên ra, còn Triệu Vân hạ lệnh thúc trống, tù và ầm ĩ. Quân Tào sợ bị đuổi riết vội xô nhau chạy một mạch tới bờ sông Hán Thủy, dẫm đạp lên nhau, bị rơi xuống sông chết khá nhiều.
Sau trận thắng đó, Lưu Bị giữ thế phòng thủ không ra giao chiến. Qua hơn 1 tháng khiêu chiến không đánh được trận nào, quân sĩ bỏ trốn ngày một nhiều. Lưu Bị lại sai người lọt vào hàng ngũ quân Tào làm nội ứng, phao tin đồn khiến quân Tào chán nản.
Tháng 5 năm 219 bắt đầu vào hè, trời mưa nhiều khiến quân Tào đông đảo càng mệt mỏi vì vận lương. Tướng hướng đạo là Vương Bình bỏ trốn sang đầu hàng Lưu Bị, được Lưu Bị trọng dụng.
Tào Tháo lúc đó tuổi đã cao, sức lực không còn tráng kiện; ông liệu thế không thể thắng được Lưu Bị, đành hạ lệnh lui quân khỏi Hán Trung. Trước khi rút lui, ông nói với các tướng:
| “ | Ta vốn không tin là Lưu Bị có tài cán tới như thế. Nhưng bên cạnh y hiện đã có người tài (chỉ Pháp Chính). | ” |

Các sử gia Trung Quốc đánh giá câu nói này là lời tự trấn an tinh thần cho mình theo kiểu A.Q.
Khi rút quân, Tào Tháo để Trương Cáp và Tào Hồng chia nhau đóng đồn ở Trần Thương và Vũ Đô, sai Tào Chân yểm trợ cho Tào Hồng dần dần rút khỏi Vũ Đô. Chiến dịch kết thúc, Lưu Bị chiếm được Hán Trung.
Tam Quốc Diễn Nghĩa mô tả Tào Tháo và Lưu Bị giao tranh ở Hán Trung có khá nhiều trận đánh. Tào Tháo bị Ngụy Diên bắn gãy răng cửa.

### Chiến sự tại các quận mới
Tại vùng đất mới tách ra từ Hán Trung của Trương Lỗ do Tào Tháo phân chia, chiến sự cũng xảy ra theo chiều hướng có lợi cho Lưu Bị.
Lưu Bị phong Mạnh Đạt làm Thái thú Nghi Đô (thay Trương Phi), từ Tỉ Quy đánh lên phía bắc vào quận Phòng Lăng. Mạnh Đạt giết được Thái thú Phòng Lăng là Khoái Kỳ rồi tiếp tục tiến lên phía bắc tới Thượng Dung.
Lưu Bị sợ Mạnh Đạt sơ suất, bèn sai con nuôi là Lưu Phong giong thuyền từ Hán Trung theo đường Miện Thủy xuôi xuống, phối hợp với Mạnh Đạt tấn công Thượng Dung. Thái thú Thượng Dung là Thân Đam mới được Tào Tháo bổ nhiệm đầu hàng.
Lưu Bị cho Lưu Phong làm Thái thú Phòng Lăng; bắt gia quyến Thân Đam về Thành Đô làm con tin, mặt khác vẫn cho Thân Đam tiếp tục làm Thái thú Thượng Dung, dùng em Đam là Thân Nghi làm Kiến tín tướng quân, thái thú Tây Thành.

## Hậu quả và ý nghĩa
Tào Tháo không những triệt thoái khỏi Hán Trung, mà lệnh cho các cánh quân trong 3 quận Tây Thành và Thượng Dung mà ông mới đặt ra cùng rút về. Quận Thượng Dung và Tây Thành đầu hàng Lưu Bị. Toàn Đông Xuyên mà Tào Tháo đánh chiếm năm 215 mất về tay Lưu Bị.
Lưu Bị chiếm được toàn bộ Ích châu, lãnh thổ mà ông quản lý rộng nhất trong toàn bộ sự nghiệp (gồm Ích châu và 4 quận Kinh châu là Vũ Lăng, Nam quận, Nghi Đô, Phòng Lăng).
Không lâu sau thắng lợi này, tháng 7 năm 219, Lưu Bị tự xưng là Hán Trung vương, đứng ngang hàng với Tào Tháo (đã xưng Ngụy vương năm 216).

## Trong Tam Quốc diễn nghĩa
Tam Quốc diễn nghĩa đề cao vai trò của Gia Cát Lượng, mô tả ông có vai trò chủ yếu trong việc hiến kế cho Lưu Bị đánh bại quân Tào: nói khích Hoàng Trung, điều khiển Triệu Vân ở Hán Thủy, dùng kế nghi binh với quân Tào... Ngoài ra, La Quán Trung còn để con thứ ba của Tào Tháo là Tào Chương tham chiến, giết được Ngô Lan.
Trên thực tế, Gia Cát Lượng vào thời điểm này được Lưu Bị ủy quyền thay ông ở lại Thành Đô cai quản đất Thục. Còn người cùng ra trận, đóng vai trò tham mưu chính cho Lưu Bị trong trận này là Pháp Chính; còn Tào Chương không tham chiến, chỉ gặp Tào Tháo khi quân Tào đã lui về Trường An và được Tào Tháo sai ở lại trấn thủ thành này.